# Siniloan, Laguna

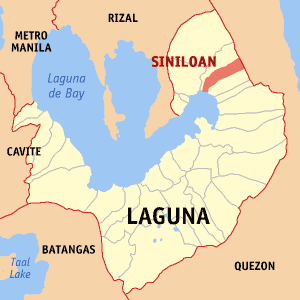
Bản đồ Laguna với vị trí của Siniloan

Siniloan là một đô thị hạng 3 ở tỉnh Laguna, Philippines. Theo điều tra dân số năm 2000 của Philipin, đô thị này có dân số 29.902 người trong 6.159 hộ.

## Các đơn vị hành chính
Siniloan được chia ra 20 barangay.
| - Acevida - Bagong Pag-Asa - Bagumbarangay - Buhay - Gen. Luna - Halayhayin - Mendiola - Kapatalan - Laguio - Liyang | - Llavac - Pandeño - Magsaysay - Macatad - Mayatba - P. Burgos - G. Redor - Salubungan - Wawa - J. Rizal |